# Sabinen
Sabinenul este un compus organic natural din clasa monoterpenelor biciclice nesaturate, cu formula chimică C10H16. Se regăsește în uleiurile esențiale ale unor specii de plante, precum de maghiran, Quercus ilex și Picea abies (molid).